# Julián Muñoz
Julián Felipe Muñoz Palomo (El Arenal, Ávila, 24 de noviembre de 1947-Marbella, Málaga, 24 de septiembre de 2024) fue un político español, conocido por su polémica gestión como alcalde de Marbella y por haber sido uno de los principales condenados del Caso Malaya.

## Biografía

### Vida privada
Contrajo matrimonio con María Teresa Zaldívar García, más conocida como Mayte Zaldívar (nacida el 29 de mayo de 1957) en 1974, tuvieron dos hijas, Eloisa Núñez Zaldívar —hija de un primer matrimonio de Mayte— y Elia Muñoz Zaldívar. En el año 2003 se divorciaron.
Mantuvo una relación sentimental con la cantante Isabel Pantoja desde 2003 hasta 2006, con Karina Pau desde 2009 hasta 2016, y nuevamente con Mayte Zaldívar el 30 de enero de 2024 en Málaga.

### Trayectoria política
Estuvo afiliado al PP antes de 1991 y junto a Emilio Ureña y Sara Arias, cuando entró en política de la mano de Jesús Gil. Su peso en el Grupo Independiente Liberal fue aumentando con el tiempo, tras ser elegido concejal en el número ocho de la lista electoral en 1991, número tres en las de 1995 y número dos en las de 1999.
En 2002, tras la dimisión de Jesús Gil a raíz de su implicación en el denominado 'caso Camisetas', Muñoz pasa a desempeñar las funciones de alcalde de Marbella. Fue investido definitivamente como alcalde en un pleno celebrado el 2 de mayo de 2002.
En las elecciones de mayo de 2003, y tras ser la inhabilitación a Jesús Gil ratificada por el Tribunal Supremo, Muñoz se presentó como número uno y candidato a la alcaldía por el GIL, consiguiendo la mayoría absoluta —15 de los 27 miembros de la Corporación— con el 47.09 % de los votos y siendo reinvestido alcalde de Marbella el 14 de junio. El día 13 de agosto de ese mismo año Muñoz perdió la alcaldía tras una moción de censura impulsada por un grupo de siete tránsfugas del GIL, siendo Marisol Yagüe elegida como nueva alcaldesa.

## Caso Malaya
Fue detenido en julio de 2006 en la segunda fase del caso Malaya, la trama de corrupción inmobiliaria e institucional más importante destapada en España. Durante el tiempo de prisión preventiva, Muñoz fue condenado en varios casos por cohecho, malversación de fondos públicos y por prevaricación urbanística relacionada con la concesión de licencias ilegales durante los Gobiernos municipales del Grupo Independiente Liberal (GIL). Tras cumplir las tres cuartas partes de estas condenas urbanísticas, y habiendo recibido previamente la libertad bajo fianza en el caso Malaya, Muñoz salió de la cárcel el 17 de octubre de 2008 tras casi dos años y medio entre rejas.
En 2013 le condenaron a siete años y medio de cárcel y 10 años de inhabilitación de desempeños públicos por prevaricación y absuelto de los delitos de malversación de caudales públicos y el subsidiario o alternativo de fraude.
En octubre de 2013 fue condenado por la Audiencia Provincial de Málaga a dos años de cárcel y 16 de inhabilitación por delitos de fraude y prevaricación en el marco del llamado caso Malaya.
Durante el tiempo que estuvo en prisión acumuló distintas patologías que devinieron en un delicado estado de salud. Sufría una cardiopatía isquémica-hipertensiva, unida a una diabetes mellitus tipo 1 y a un numeroso cuadro de afecciones, entre ellas una arteriopatía. En los últimos dos años en la cárcel se vio obligado a visitar el hospital en 29 ocasiones. La propia subdirectora médica de la prisión informó de que el riesgo de muerte de Muñoz a medio plazo —entre uno y cinco años— era superior al 50 % a pesar del tratamiento y la asistencia médica continua.
Debido al grave deterioro de su salud le fue inicialmente concedido el régimen penitenciario de tercer grado en agosto de 2015, decisión judicial que fue posteriormente anulada por la Audiencia de Málaga, al considerar esta que Muñoz mantiene «intacta» su «capacidad de delinquir». Días después, la Audiencia le eximió de acudir a todas las sesiones del juicio por la trama de corrupción «caso Fergocon», en el que está imputado, debido a su estado físico.
El 6 de mayo de 2016 abandonó definitivamente la prisión y cumplió su tercer grado en el Centro de Inserción Social de Algeciras.

## Fallecimiento
Ingresó en el Hospital Costa del Sol de Marbella el domingo 15 de septiembre de 2024 debido a su último empeoramiento. Finalmente falleció en la madrugada del martes 24 de septiembre de 2024 a causa del cáncer de pulmón que llevaba padeciendo desde hacía un tiempo. Él mismo denominaba a su enfermedad como «cáncer galopante».